# Amber Verbraeken
Amber Verbraeken (* 5. Juli 2002) ist eine niederländische Handballspielerin.

## Karriere
Amber Verbraeken spielte zunächst bis 2022 für den HV Quintus. 2022 wechselte sie zum deutschen Erstligisten Sport-Union Neckarsulm. Im Sommer 2024 wechselte sie zum Ligakonkurrenten HSG Blomberg-Lippe.
Mit der niederländischen Jugend-Nationalmannschaft belegte sie den 15. Platz bei der U17-Europameisterschaft 2019. Mit den Juniorinnen gewann sie bei der U20-Weltmeisterschaft 2022 die Bronzemedaille.